# San Teodoro, Oriental Mindoro
San Teodoro là một đô thị hạng 4 ở tỉnh Oriental Mindoro, Philippines. Theo điều tra dân số năm 2000, đô thị này có dân số 13.806 người trong 2.667 hộ.

## Barangay
San Teodoro được chia thành 8 barangay.
- Bigaan
- Calangatan
- Calsapa
- Ilag
- Lumangbayan
- Tacligan
- Poblacion
- Caagutayan